# Бахарево (Вологодская область)
Бахарево — деревня в Великоустюгском районе Вологодской области.
Входит в состав Шемогодского сельского поселения, с точки зрения административно-территориального деления — в Шемогодский сельсовет.
Расстояние по автодороге до районного центра Великого Устюга — 13 км, до центра муниципального образования Аристово — 4 км. Ближайшие населённые пункты — Верхнее Бородкино, Чернаково, Чёрная.
По переписи 2002 года население — 136 человек (66 мужчин, 70 женщин). Преобладающая национальность — русские (99 %).